# .za
.za (нидерл. Zuid-Afrika) — национальный домен верхнего уровня для Южно-Африканской Республики.

## Домены 2-го уровня
.za имеет доменную структуру второго уровня (SLD).

### Утверждённые
- .ac.za — южноафриканские академические и высшие общества.
- .co.za — общее использование физическими и юридическими лицами.
- .edu.za — дополнительное образование и частные колледжи в ЮАР.
- .gov.za — правительство ЮАР, его департаменты и организации.
- .law.za — южноафриканские юридические фирмы.
- .mil.za — министерство обороны ЮАР и его учреждения.
- .net.za — в первую очередь для поставщиков сетевой и интернет-инфраструктуры.
- .nom.za — для личного пользования, не организации.
- .org.za — в первую очередь для южноафриканских некоммерческих организаций.
- .school.za — для школ в ЮАР
  - .ecape.school.za — Восточная Капская провинция
  - .fs.school.za — Фри-Стейт
  - .gp.school.za — Гаутенг
  - .kzn.school.za — Квазулу-Натал
  - .mpm.school.za — Мпумаланга
  - .ncape.school.za — Северо-Капская провинция
  - .lp.school.za — Лимпопо
  - .nw.school.za — Северо-Западная провинция
  - .wcape.school.za — Западно-Капская провинция
- .web.za — общее пользование

### Бездействующие
- .alt.za — исторический регистр.
- .ngo.za — для НПО.
- .tm.za — для товарных знаков.

### Удалённые
7 августа 2009 г. ZADNA удалила ряд доменов из доменной зоны.
- .bourse.za — для всех компаний, котирующихся на фондовой бирже JSE.
- .city.za — для муниципальных властей.
- .cybernet.za — Infront Investments Five cc.
- .db.za — De Beers.
- .iaccess.za — Компустат[англ.].
- .imt.za — институт морских технологий ЮАР.
- .inca.za — Internetworking Cape.
- .olivetti.za — Марк Элкинс[2].
- .pix.za — Proxima Information Exchange.